# Organización Regional de Pueblos Indígenas del Oriente
La Organización Regional de Pueblos Indígenas del Oriente (ORPIO) es una organización indígena que opera a nivel regional en Perú, focalizando sus esfuerzos en Loreto para respaldar a las comunidades y ciudadanos indígenas de 15 cuencas (entre ellas: Putumayo, Napo, Tigre, Corrientes, Marañón, Yaquerana, Bajo Amazonas, Ucayali), 15 pueblos indígenas y 23 federaciones que representa.
Como base de la Asociación Interétnica de Desarrollo de la Selva Peruana (AIDESEP) y la Coordinadora de las Organizaciones Indígenas de la Cuenca Amazónica (COICA), ORPIO despliega esfuerzos significativos en la defensa de los derechos territoriales, la salud, la educación y el bienestar de los pueblos indígenas que representa. Su compromiso se extiende hacia el logro del "Buen Vivir" para estas comunidades, buscando la seguridad territorial, la preservación de conocimientos ancestrales y un manejo sostenible de los recursos, como legado a las futuras generaciones.

## Organización
La junta directiva consta de cinco miembros: un presidente, un vicepresidente, un secretario de economía, un secretario de actas y un vocal. En la actualidad, está bajo la dirección del líder indígena kichwa Beltrán Sandy Tuitui. Su periodo de gobierno tiene una duración de cuatro años y, por lo general, se elige a través de congresos extraordinarios en los que participan todas las federaciones afiliadas.

### Federaciones afiliadas a ORPIO
ORPIO cumple un rol de representación de 23 federaciones de pueblos indígenas, distribuidas en diversas provincias del departamento de Loreto, tal como se detalla a continuación:
| N.º | Federación  | Río/Cuenca        | Provincia               |
| --- | ----------- | ----------------- | ----------------------- |
| 1   | AIDECOS     | Marañon y Samiria | Loreto                  |
| 2   | FECONACO    | Corrientes        | Loreto                  |
| 3   | FECONAT     | Tigre             | Loreto                  |
| 4   | CURCHA      | Chambira          | Loreto                  |
| 5   | ACODECOSPAT | Marañon           | Loreto                  |
| 6   | AKUBANA     | Marañón           | Loreto                  |
| 7   | FECONAFROPU | Putumayo          | Maynas                  |
| 8   | FECONAMNCUA | Napo              | Maynas                  |
| 9   | ORKIWAN     | Napo              | Maynas                  |
| 10  | FEPYROA     | Oroza             | Maynas                  |
| 11  | FECONARINA  | Nanay             | Maynas                  |
| 12  | OISPE       | Yubineto          | Maynas                  |
| 13  | FEPYRA      | Apayacu           | Maynas                  |
| 14  | FECOIBAP    | Putumayo          | Maynas                  |
| 15  | FIKAPIR     | Putumayo          | Maynas                  |
| 16  | FECONCU     | Curaray           | Maynas                  |
| 17  | FECONAMAI   | Napo y Algodón    | Maynas                  |
| 18  | FECONA      | Ampiyacu          | Mariscal Ramón Castilla |
| 19  | FECOTYBA    | Amazonas          | Mariscal Ramón Castilla |
| 20  | FECONATIYA  | Amazonas          | Mariscal Ramón Castilla |
| 21  | ADECOP      | Puinahua          | Requena                 |
| 22  | MATSES      | Yaquerana         | Requena                 |
| 23  | ASICONSEP   | Ucayali           | Requena                 |

## Acciones de ORPIO en favor de los PIACI
ORPIO tiene como uno de sus principales objetivos fortalecer la protección territorial con el fin de preservar los derechos fundamentales, colectivos, así como el uso y manejo sostenible de los recursos naturales esenciales para la subsistencia de los Pueblos Indígenas en Aislamiento y Contacto Inicial (PIACI). Esto cobra especial relevancia frente a las amenazas que enfrentan en sus territorios, tales como actividades ilícitas que incluyen la tala ilegal y el narcotráfico.
Con el propósito de materializar este compromiso, en la región Loreto, desde el año 2003, ORPIO ha liderado esfuerzos para la creación de cinco Reservas Indígenas. Hasta la fecha, se han establecido con éxito dos de ellas: la Reserva Indígena Kakataibo Norte y Sur, así como la Reserva Indígena Yavarí Tapiche. Sin embargo, aún queda pendiente la creación de las reservas de Napo Tigre, Sierra del Divisor Occidental y Yavarí Mirim.
Asimismo, los líderes indígenas de ORPIO han expresado su firme oposición a un proyecto de ley que busca modificar la Ley de Pueblos Indígenas en Aislamiento y Contacto Inicial (Ley PIACI).